# Callosciurus finlaysonii
Espèce
Statut de conservation UICN

 LC  : Préoccupation mineure
Répartition géographique
L'Écureuil de Finlayson (Callosciurus finlaysonii) est une espèce de rongeur asiatique. C'est un écureuil de la famille des Sciuridés. 

## Répartition
L’aire de répartition de l'écureuil de Finlayson comprend la Birmanie, la Thaïlande, le Cambodge et le Viêt Nam.

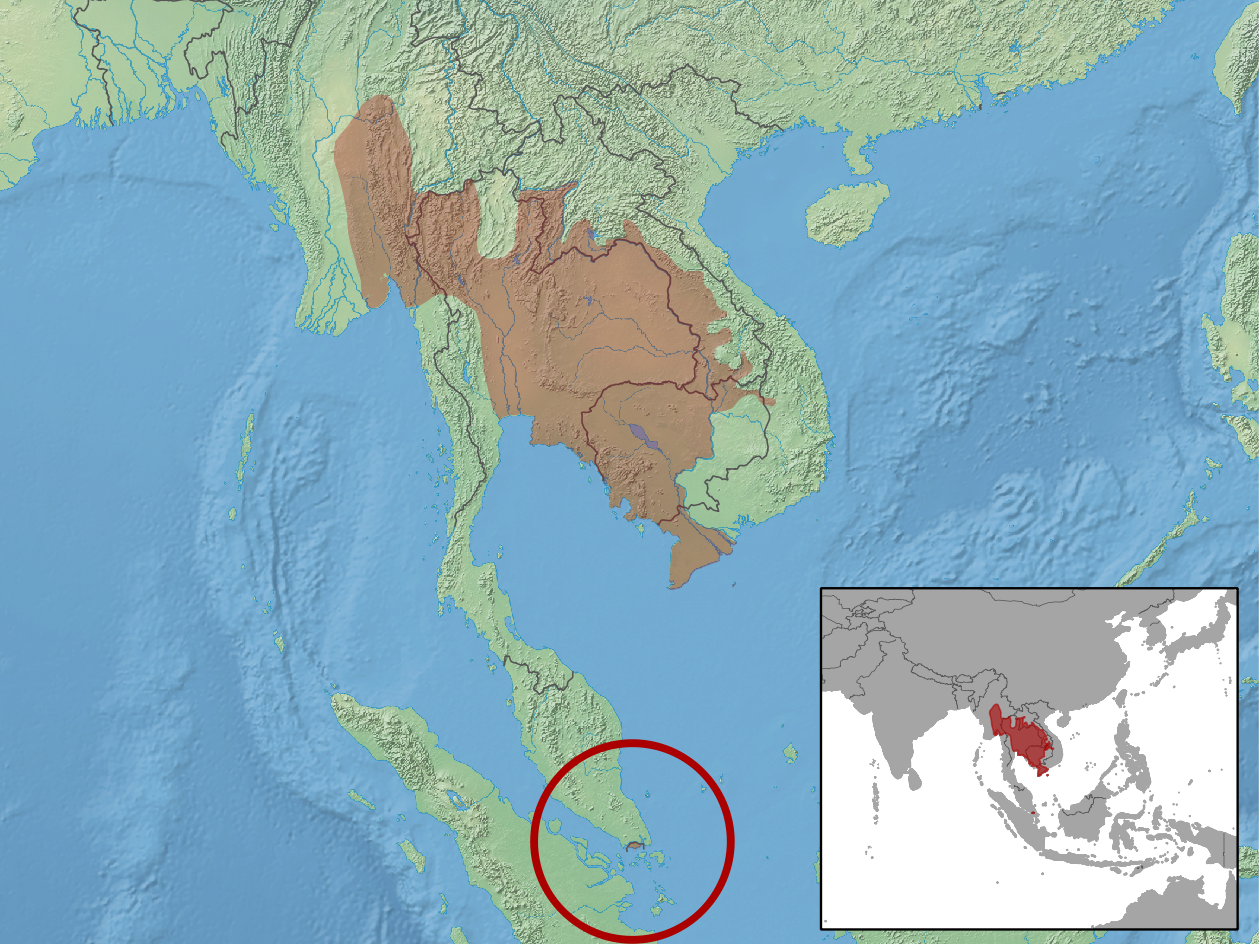
Aire de répartition de l'écureuil de Finlayson

L'espèce a été introduite à Singapour, au Japon et en Italie. Deux couples introduits au nord-ouest de l'Italie vers 1980 ont prospéré pour former un groupe d'une cinquantaine d'individus 20 ans après.
Depuis 2022, il est inscrit sur la « Liste des espèces exotiques envahissantes préoccupantes pour l’Union européenne ». Cela signifie que cet écureuil ne peut pas être importé, élevé, transporté, commercialisé, ou libéré intentionnellement dans la nature, et ce nulle part dans l’Union européenne. Il ne peut plus être détenu sauf dans le cas des animaux de compagnie acquis jusqu’à 1 an après leur ajout sur la liste européenne.

## Description
Cette espèce d'écureuil a des couleurs de pelage très variables : il peut être entièrement blanc, entièrement noir, entièrement roux ou avoir un mélange de ces couleurs.

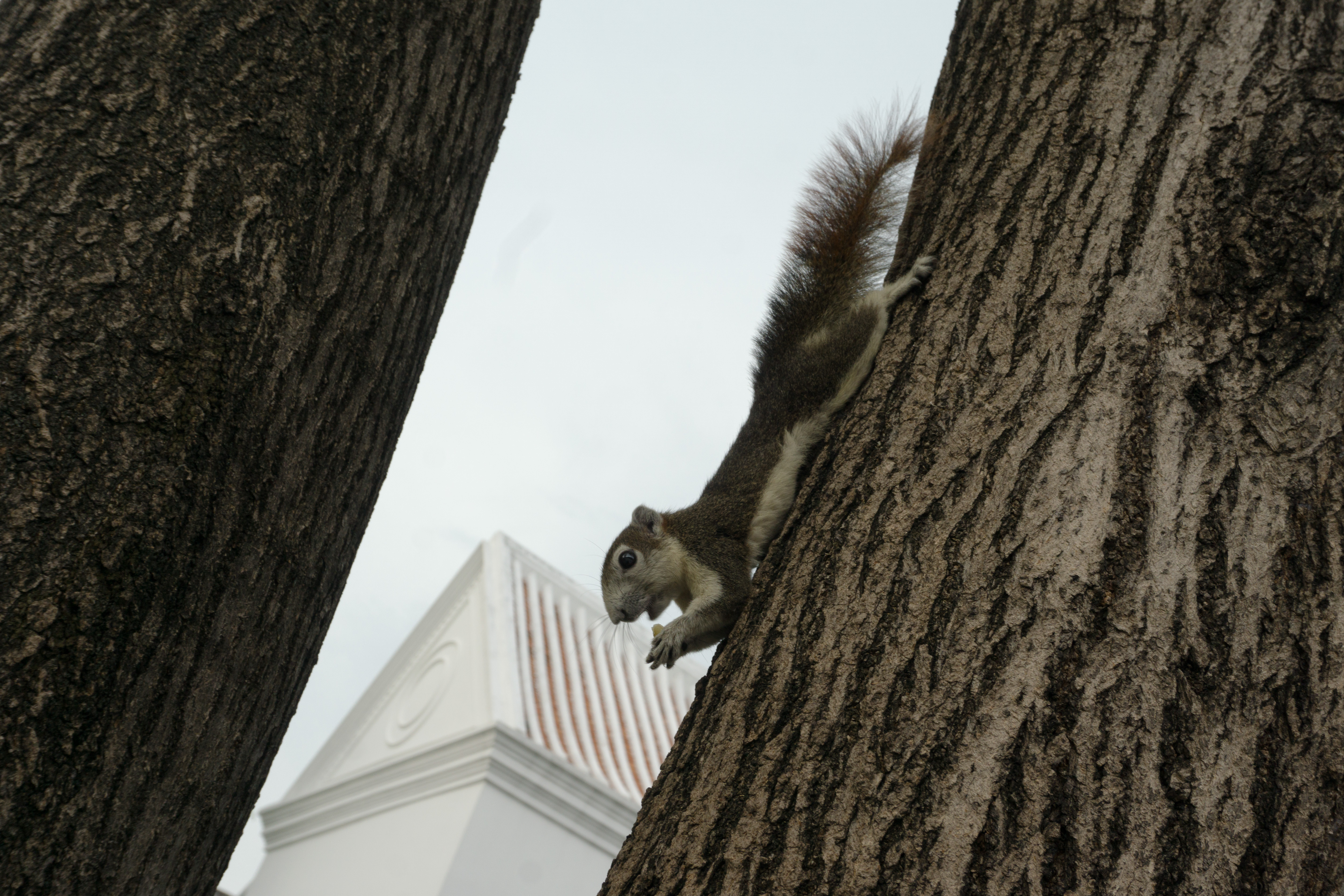
Écureuil de Finlayson à Bangkok en 2018
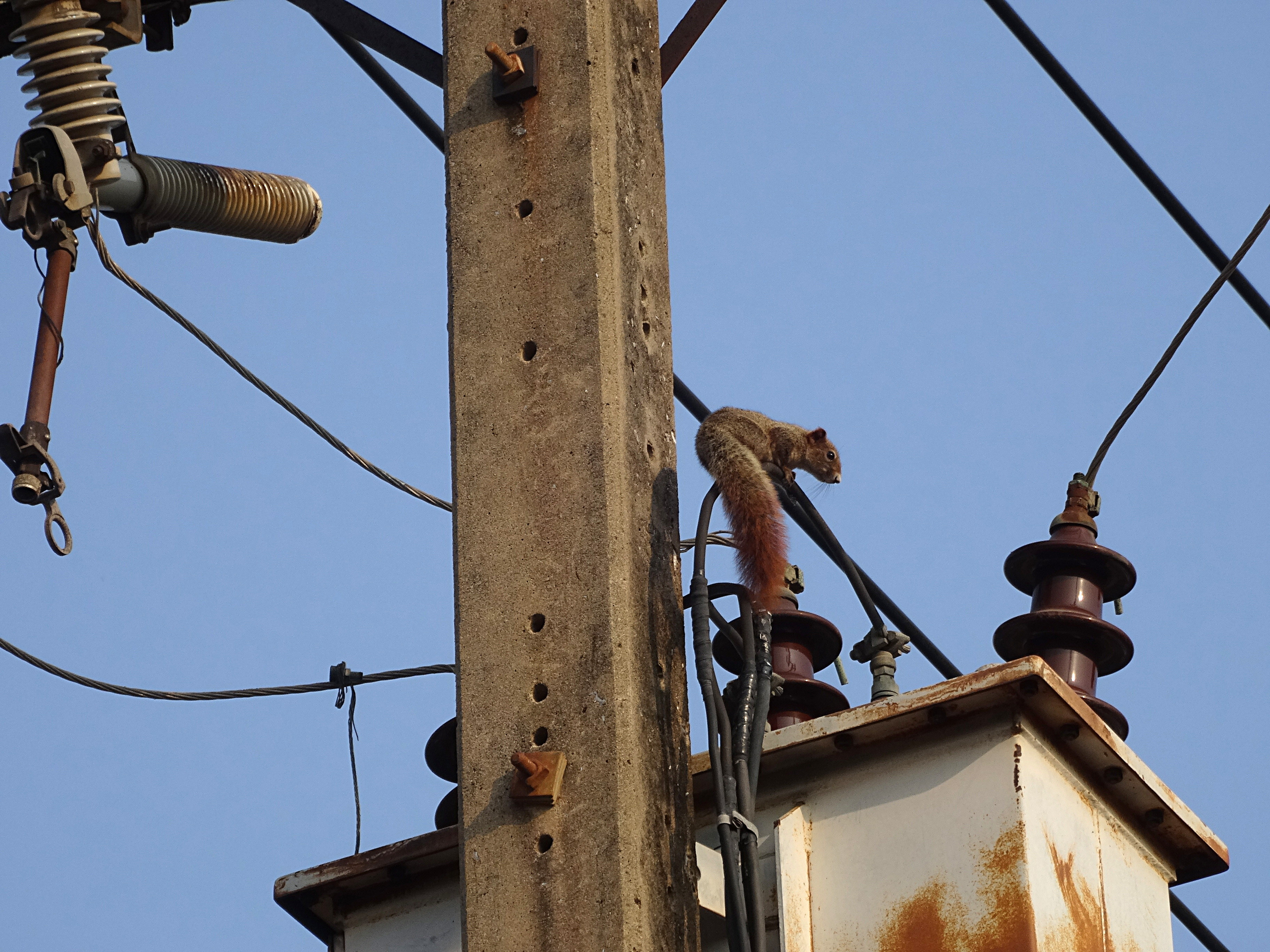
Écureuil de Finlayson à Ayutthaya en 2019
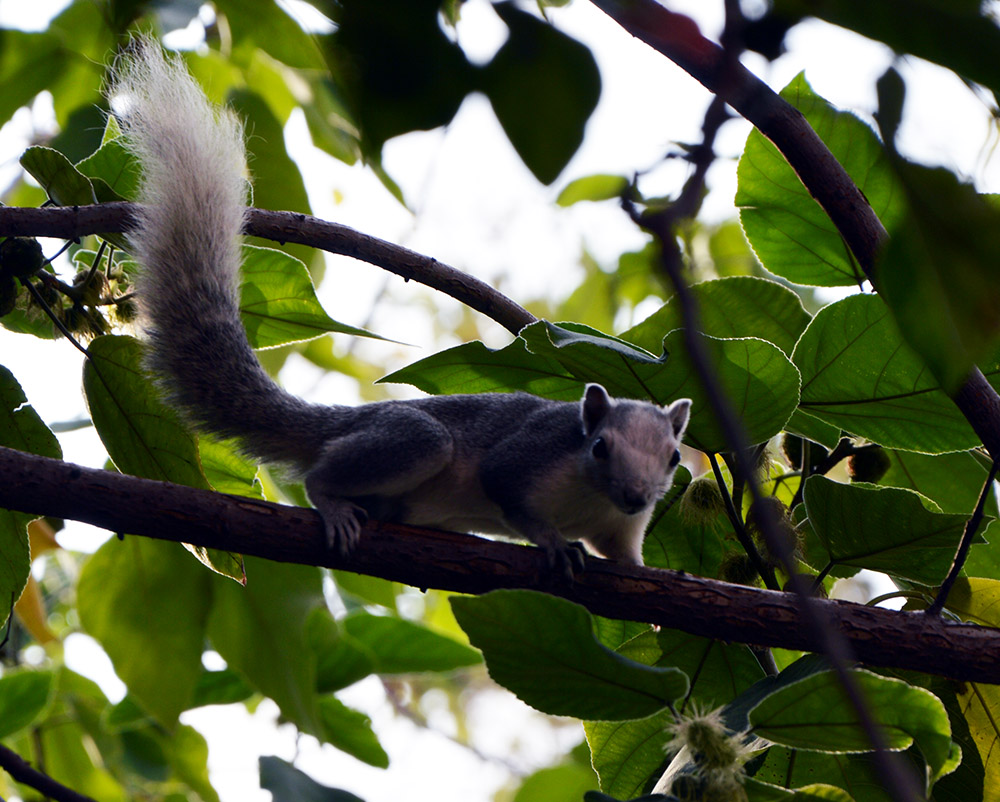
Écureuil de Finlayson à Chiang Mai en 2019

Les écureuils du parc national de Khao Yai ont habituellement le dos noir ou gris et le ventre et la tête blancs.

Écureuils de Finlayson dans le parc national de Khao Yai, Thaïlande
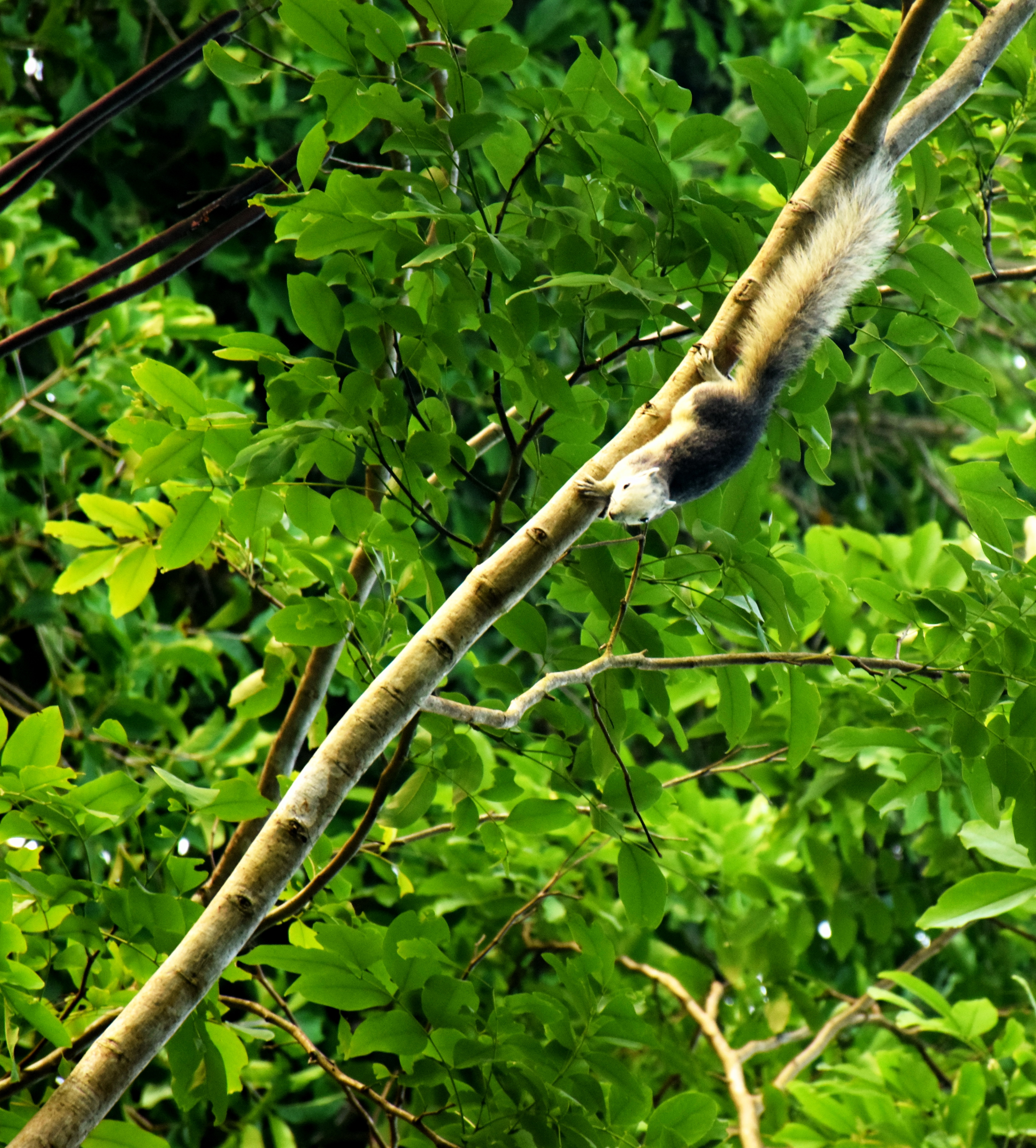
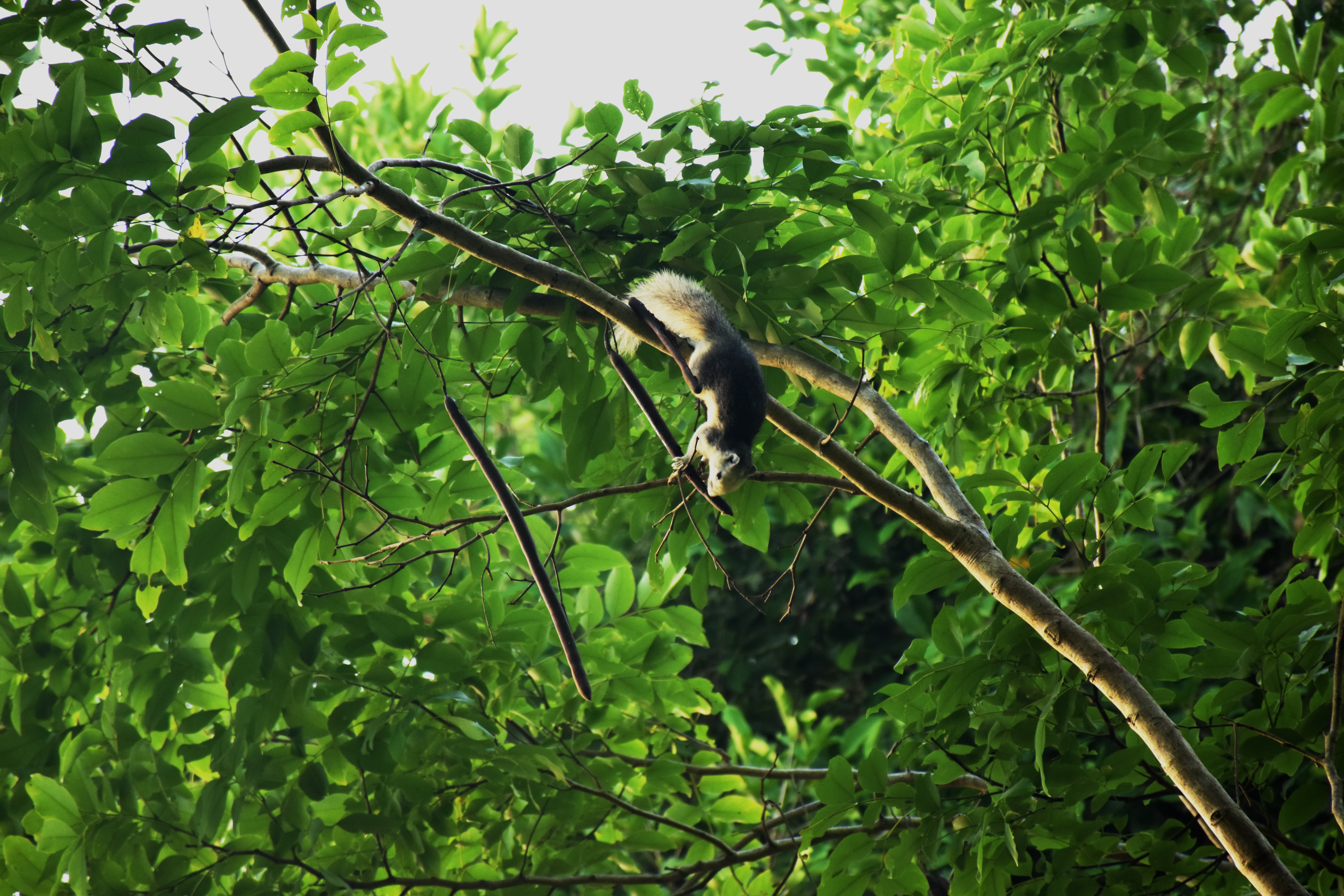
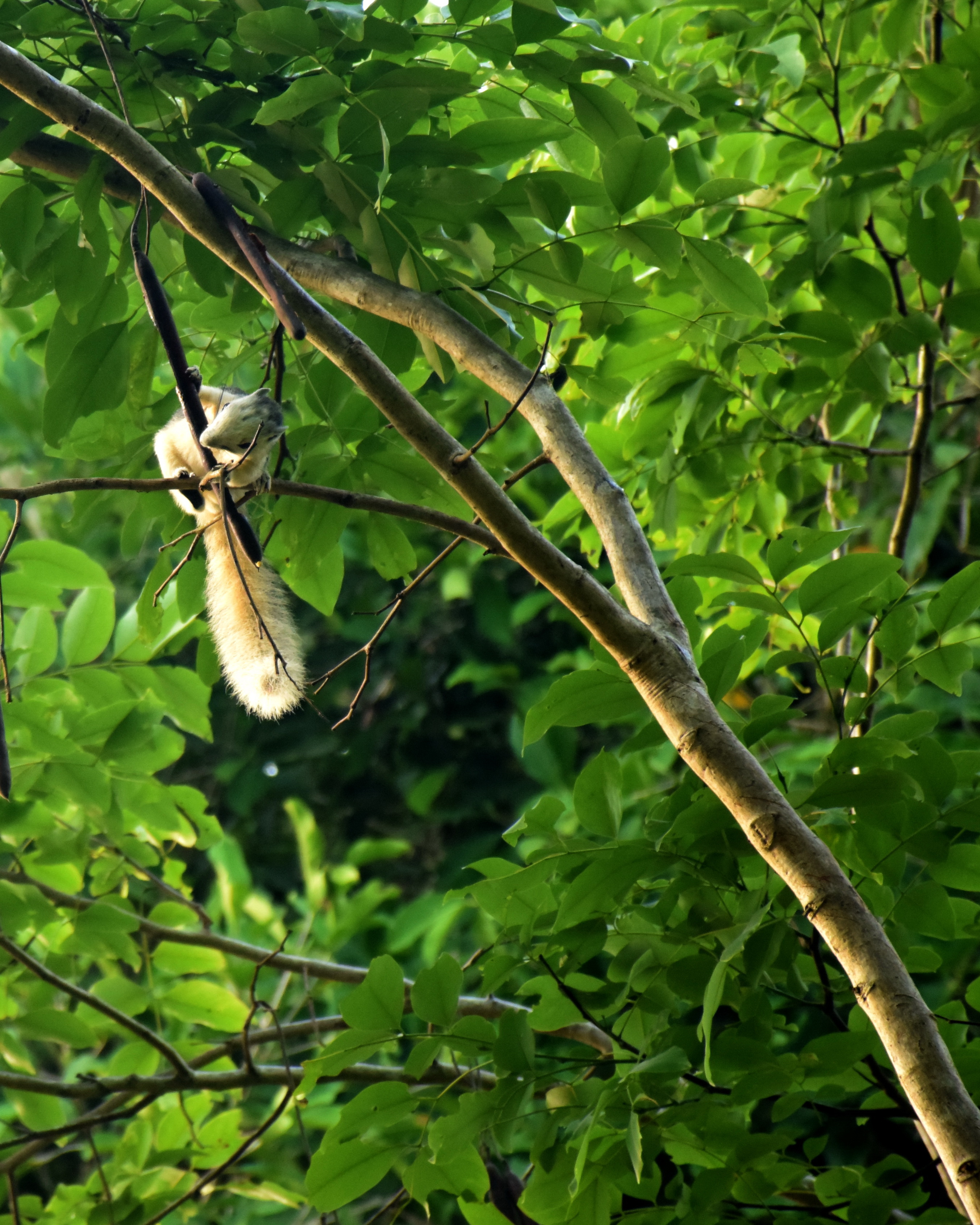

Il mesure 21,2-21,8 cm de long (corps et tête) et a une queue de 22,5-24 cm.
Sa masse est de 0,3 kg (300 g).

## Alimentation
L'alimentation de l'écureuil de Finlayson varie en fonction des régions et des saisons. 
Il se nourrit d'écorces et de bourgeons en hiver, de fleurs au printemps, de fruits, de graines et d'insectes en été.

## Liste des sous-espèces
Selon Catalogue of Life (24 juin 2018) :
- sous-espèce Callosciurus finlaysonii albivexilli (Kloss, 1916)
- sous-espèce Callosciurus finlaysonii annellatus Thomas, 1929
- sous-espèce Callosciurus finlaysonii bocourti (Milne-Edwards, 1867)
- sous-espèce Callosciurus finlaysonii boonsongi Moore & Tate, 1965
- sous-espèce Callosciurus finlaysonii cinnamomeus (Temminck, 1853)
- sous-espèce Callosciurus finlaysonii ferrugineus (F. Cuvier, 1829)
- sous-espèce Callosciurus finlaysonii finlaysonii (Horsfield, 1823)
- sous-espèce Callosciurus finlaysonii folletti (Kloss, 1915)
- sous-espèce Callosciurus finlaysonii frandseni (Kloss, 1916)
- sous-espèce Callosciurus finlaysonii germaini (Milne-Edwards, 1867)
- sous-espèce Callosciurus finlaysonii harmandi (Milne-Edwards, 1877)
- sous-espèce Callosciurus finlaysonii menamicus Thomas, 1929
- sous-espèce Callosciurus finlaysonii nox (Wroughton, 1908)
- sous-espèce Callosciurus finlaysonii sinistralis (Wroughton, 1908)
- sous-espèce Callosciurus finlaysonii trotteri (Kloss, 1916)
- sous-espèce Callosciurus finlaysonii williamsoni Robinson & Kloss, 1922